# Hồ Thủ Lệ
Hồ Thủ Lệ là một trong những hồ đẹp của thủ đô Hà Nội, giáp 2 đường Kim Mã và Nguyễn Văn Ngọc, cạnh khách sạn Deawoo và trong khuôn viên công viên Thủ Lệ. 
Hồ này vốn thuộc đất làng Thủ Lệ xưa, còn có tên khác là hồ Linh Lang, là tên vị thần được thờ ở đền Voi Phục. Tương truyền thần Linh Lang có công chống giặc ngoại xâm thời Lý nên được dân làng ở đây thờ cúng. Hồ rộng 6 ha, nước trong xanh, có bán đảo giữa hồ.
|  |